# آلیاژهای سری ۱۰۰۰ آلومنیوم
آلیاژهای خالص یا آلیاژهای سری ۱۰۰۰ را آلیاژهایی تشکیل می‌دهند که حداقل ۹۹ درصد آن‌ها را آلومینیوم خالص تشکیل داده باشد. این سری از آلیاژها دارای مقاومت فوق‌العاده‌ای در برابر خوردگی بوده رسانای قوی برق و گرما و دارای خواص مکانیکی ضعیفی می‌باشد.

## معرفی
آلیاژهای خالص یا آلیاژهای سری ۱۰۰۰ را آلیاژهایی تشکیل می‌دهند که حداقل ۹۹ درصد آن‌ها را آلومینیوم خالص تشکیل داده باشد. این سری از آلیاژها دارای مقاومت فوق‌العاده‌ای در برابر خوردگی بوده رسانای قوی برق و گرما و دارای خواص مکانیکی ضعیفی می‌باشد. همچنین با وجود جوش خور بودن قابل توجه این سری، به دلیل محدودهٔ کوچک ذوب شان دقت بسیار بالایی نیاز است تا بتوان یک پروسهٔ قابل قبول جوشکاری را رقم زد. آلیاژهای ۱۱۰۰٬۱۱۲۰و۱۱۵۰ با توجه به میزان مس موجودشان متفاوت تر از بقیهٔ آلیاژهای این سری هستند. آلومنیوم تصفیه شده یعنی ۱۱۹۹ و ۱۱۹۸ دارای درصد خلوص بین ۹۹/۹ تا ۹۹/۹۵ هستند. آلیاژ ۱۱۵۰A بیشتر از ۹۹/۵ درصد خلوص داشته و یکی از پر کابردترین آلیاژهای آلومینیوم است. بیشترین قدرت کششی این سری از ۱۰ تا ۲۷ ksi متغیر است.

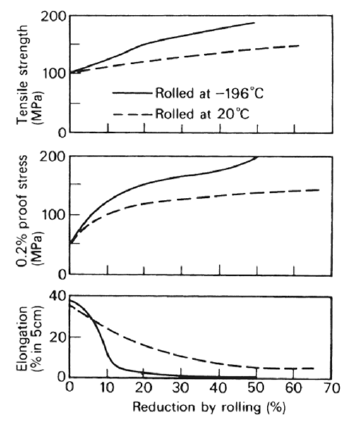
نشان دهندهٔ کرنش سختی پذیری بالا ی آلومینیوم ۱۱۰۰

## کاربردها
با وجود کرنش سختی پذیری بالای این سری معمولاً برای کاربردهایی که به سختی بالا نیاز دارند مورد استفاده قرار نمی‌گیرند و معمولاً در آنجا که ترکیبی از شکل‌پذیری و مقاومت بالا در برابر خوردگی مطرح می‌شود از این آلیاژها استفاده می‌شود؛ که به عنوان نمونه می‌توان استفاده در ساخت مخزن‌های خاص شیمیایی و لوله‌کشی‌ها اشاره کرد. همچنین آلومینیوم‌های تصفیه شده (آلیاژهای ۱۱۹۸ و ۱۱۹۹)با توجه به درصد خلوص شان در ساخت چگالنده‌های الکترولیت، لوازم برقی و اشیا ی تزئینی در بخش‌های یک ساختمان مورد استفاده قرار می‌گیرند. آلیاژ ۱۱۵۰A نیز در بسته‌بندی‌ها، ساختمان سازی، ورق کاری، تیغه و پره و لوله‌های انتقال دهنده‌های گرمایی و رساناهای الکترونیکی به کار می‌رود. آلیاژ ۱۲۰۰ که درصد خلوص آن بین ۹۹ تا ۹۹/۵ است نیز در صورت نیاز به شکل‌پذیری با ۱۱۵۰A جایگزین می‌شود. معمولاً برای ساخت ابزار آشپزخانه‌های خانگی از آلیاژهای ۱۱۰۰ یا ۳۰۰۳ استفاده می‌شود که از مزایای آن باید به بی‌نیاز بودن به لایه محافظ اشاره نمود. آلیاژهای سری ۱۰۰۰ با میزان ناخالصی کنترل شده در رساناهای الکتریکی برای حداقل کردن تغییرات به عنوان یک پارامتر و در ریخته‌گری برای جلوگیری از شکست و micro-shrinkage به کار می‌روند.

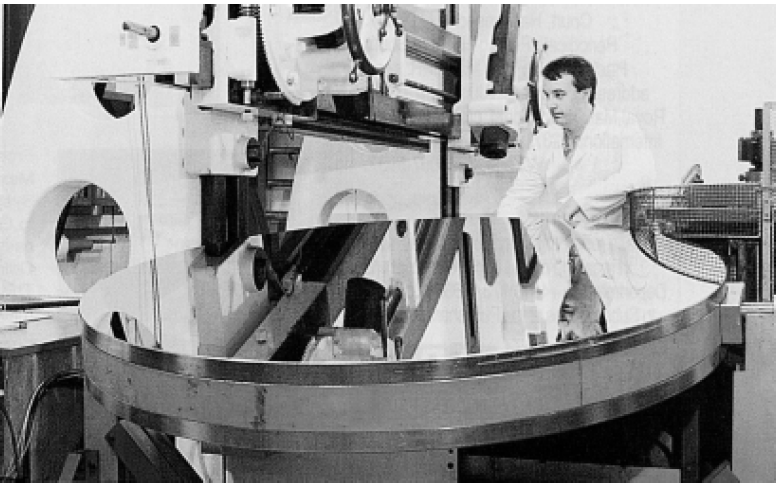
تلسکوپ با آینهٔ صیقل داده شده از جنس آلومینیوم

## رسانایی الکتریکی
این دسته از آلیاژها به خصوص آلیاژ ۱۳۵۰ رسانای بسیار قوی‌الکتریکی بوده به گونه‌ای که ۶۲ درصد IACS (یا همان International Annealed Copper Standard)را لحاظ کرده‌است. به همین واسطه از این آلیاژها در ساخت شینه‌ها استفاده می‌برند.

## مقاومت در برابر خوردگی

### مقاوت در برابر خوردگی‌های جوی
آلیاژهایی که مس به عنوان یکی از تشکیل دهنده‌ها و همبسته‌های اصلی آن‌ها مطرح است (یعنی میزان آن چیزی در حدود یک درصد یا بیشتر از آلیاژ است) میزان مقاومت کمتری نسبت به آلیاژهایی مانند ۱۱۰۰ یا ۳۳۰۰ دارند به گونه‌ای که تغییر رنگ داده یا تیره‌تر می‌شوند که البته در خواص ساختاری آن‌ها تمایز چندانی ایجاد نمی‌شود. به همین دلیل این سری از آلیاژها مقاومت خوبی در برابر این نمونه از خوردگی دارند.
| آلیاژ          | اتمسفر | مکان    | نسبت خوردگی(μm/year) |
| -------------- | ------ | ------- | -------------------- |
| Alclad 2017-T3 | صنعتی  | نیویورک | ۲۰٫۳                 |
| ۳۰۰۳           | صنعتی  | نیویورک | ۱۹٫۳                 |
| ۶۰۵۱           | صنعتی  | نیویورک | ۱۸٫۳                 |
| ۱۱۰۰           | صنعتی  | نیویورک | ۱۵                   |

### مقاومت در برابر خوردگی‌های خاک
میزان خوردگی آلیاژهای شامل مس سری ۲۰۰۰ و سری ۷۰۰۰ به مراتب بیشتر از مقاومت سری ۱۰۰۰(یا ۳۰۰۰ و ۵۰۰۰ و ۶۰۰۰)می‌باشد. (هر چند معمولاً آلیاژهای ۳۰۰۳٬۶۰۶۱و۶۰۶۳ برای مقاصد مرتبط مطلوب تر اند)

### مقاومت در برابر خوردگی اسیدها
بسیاری از آلیاژهای آلومینیوم قدرت بالایی در برابر خوردگی اسید نیتریک با درصد جرمی بین ۸۰ تا ۹۹ درصد دارند. آلیاژهایی مانند ۳۰۰۳٬۱۱۰۰و ۶۰۶۱ استفادهٔ گسترده‌ای برای
کنترل کردن نیتریک اسید دارند. همچنین اثر گذاری سولفوریک اسید با درصد جرمی ۱۰ یا کمتر به روی آلیاژ ۱۱۰۰ این اثر گذاری به قدر کافی سریع نبوده که بتواند موجب جلوگیری از استفاده‌های خاص این آلیاژ در کنترل کردن این اسید شود. هر چند که با بیشتر کردن این درصد و رساندن آن به ۴۰ تا ۹۵ درصد میزان قابل توجهی خوردگی حاصل خواهد شد. البته با زیاد تر کردن درصد جرمی میزان خوردگی مجدداً کاسته خواهد شد.

### خوردگی در برابر گازها
بیشتر گازها در غیاب آب و در دمای اتاق تأثیر چندانی بر این آلیاژها ندارند. (نه تنها بر این آلیاژها که حتی بر بقیهٔ آلیاژها نیز تأثیرگذار نیستند) هر چند گازهای اسیدی مانند HCL , HF یا SO2 در حضور آب خورندهٔ این آلیاژها هستند. هیدروژن سولفید اما اثر گذاری چندانی بر آن‌ها ندارد (چه در حضور آب و چه در غیاب آن) همچنین هیدروکربنهای هالوژنه بر آلومنیوم‌ها بی تأثیرند. هر چند متیل کلریدو متیل برمید به شدت خورنده آن‌ها بوده و نباید در مجاورتشان قرار گیرند

## آلیاژ ۱۱۰۰
معمول‌ترین آلیاژ سری ۱۰۰۰ این آلیاژ می‌باشد که به صورت تجاری آلومنیوم خالص نام می‌گیرد. این آلیاژ نرم و چکش خوار بوده و همچنین دارای کار پذیری بالایی می‌باشد و برای کاربردهای شامل شکل‌دادن‌های شدید بسیار مناسب است چراکه در روند شکل‌دادن آهسته‌تر سفت می‌شود. این آلیاژ جوش خورترین آلیاژ آلومینیوم است و کشش آن حدود ۸۵ درصد آلیاژ ۳۰۰۳ می‌باشد و به‌طور بسیار چشمگیری توانایی کشش بسیار کمتری نسبت به آلیاژ ۶۰۶۱ دارد. فرم اولیهٔ آن معمولاً به شکل صفحه یا مفتول بوده و خواص آن وابستهٔ دما نیستند. در بین تمام آلیاژهای آلومینیوم این آلیاژ به‌طور مکانیکی قویترین آلیاژ است.

## آلیاژ ۱۰۵۰
در الکتریسته و صنایع شیمیایی به علت کار پذیری و رسانایی الکتریکی بالای آن و به علت مقاومت در یرایر خوردگی بالا استفاده می‌شود. همچنین رسانا گرمایی بالاتر نسبت به بقیهٔ آلیاژهای آلومینیوم باعث شده گاهی از آن در تولید گرماگیر استفاده شود.
این سری دارای خواص مکانیکی ضعیفی بوده و با کرنش سختی، سخت می‌شود و عملیات حرارتی ناپذیر است.
این آلیاژ و آلیاژ ۱۰۶۰ تنها در میزان آلومینیوم شان متفاوتند.

## درصد عناصر آلیاژی
در جداول زیر ترکیبات شیمیایی مهم‌ترین آلیاژهای سری ۱۰۰۰ آمده‌است:

### آلیاژ ۱۱۰۰
| آلومینیوم، Al | برلیم، Be      | مس، Cu     | منگنز، Mn    | سیلیسیم + آهن | روی، Zn      |
| حداقل ۹۹٫۰۰٪  | حداکثر ۰٫۰۰۰۸٪ | ۰٫۰۵–۰٫۲۰٪ | حداکثر ۰٫۰۵٪ | حداکثر ۰٫۹۵٪  | حداکثر ۰٫۱۰٪ |

### آلیاژ ۱۱۲۰
| آلومینیوم، Al | برم، Br      | کروم، Cr     | مس، Cu     | گالیم، Ga    | آهن، Fe      | منیزیم، Mg   | منگنز، Mn    | سیلیکون، Si  | وانادیم + تیتانیوم | روی، Zn      |
| حداقل ۹۹٫۲۰٪  | حداکثر ۰٫۰۵٪ | حداکثر ۰٫۰۱٪ | ۰٫۰۵–۰٫۳۵٪ | حداکثر ۰٫۰۳٪ | حداکثر ۰٫۴۰٪ | حداکثر ۰٫۲۰٪ | حداکثر ۰٫۰۱٪ | حداکثر ۰٫۱۰٪ | حداکثر ۰٫۰۲٪       | حداکثر ۰٫۰۵٪ |

### آلیاژ ۱۱۵۰
| آلومینیوم، Al | مس، Cu     | منیزیم، Mg   | منگنز، Mn    | سیلیسیم + آهن | تیتانیوم، Ti | روی، Zn      |
| حداقل ۹۹٫۵۰٪  | ۰٫۰۵–۰٫۲۰٪ | حداکثر ۰٫۰۵٪ | حداکثر ۰٫۰۵٪ | حداکثر ۰٫۴۵٪  | حداکثر ۰٫۰۳٪ | حداکثر ۰٫۰۵٪ |

### آلیاژ ۱۲۰۰
| آلومینیوم، Al | مس، Cu       | منگنز، Mn    | سیلیسیم + آهن | تیتانیوم، Ti | روی، Zn      |
| حداقل ۹۹٪     | حداکثر ۰٫۰۵٪ | حداکثر ۰٫۰۵٪ | حداکثر ۰٫۱٪   | حداکثر ۰٫۰۵٪ | حداکثر ۰٫۱۰٪ |

### آلیاژ 1200A
| آلومینیوم، Al | کروم، Cr    | مس، Cu      | منیزیم، Mg   | منگنز، Mn    | سیلیسیم + آهن | روی، Zn     |
| حداقل ۹۹٪     | حداکثر ۰٫۱٪ | حداکثر ۰٫۱٪ | حداکثر ۰٫۳۰٪ | حداکثر ۰٫۳۰٪ | حداکثر ۰٫۱٪   | حداکثر ۰٫۱٪ |

### آلیاژ ۱۳۵۰
| آلومینیوم، Al | برم، Br      | کروم، Cr     | مس، Cu       | گالیم، Ga    | آهن، Fe      | منگنز، Mn    | سیلیکون، Si  | وانادیم + تیتانیوم | روی، Zn      |
| حداقل ۹۹٫۵۰٪  | حداکثر ۰٫۰۵٪ | حداکثر ۰٫۰۱٪ | حداکثر ۰٫۰۵٪ | حداکثر ۰٫۰۳٪ | حداکثر ۰٫۴۰٪ | حداکثر ۰٫۰۱٪ | حداکثر ۰٫۱۰٪ | حداکثر ۰٫۰۲٪       | حداکثر ۰٫۰۵٪ |

### آلیاژ 1350A
| آلومینیوم، Al | مس، Cu       | آهن، Fe      | کروم + منگنز + تیتانیوم + وانادیم | سیلیکون، Si  | منیزیم، Mg   | روی، Zn      |
| حداقل ۹۹٫۵۰٪  | حداکثر ۰٫۰۲٪ | حداکثر ۰٫۴۰٪ | حداکثر ۰٫۰۳٪                      | حداکثر ۰٫۲۵٪ | حداکثر ۰٫۰۵٪ | حداکثر ۰٫۰۵٪ |

### آلیاژ ۱۱۹۹
| آلومینیوم، Al | مس، Cu        | گالیم، Ga     | آهن، Fe       | منیزیم، Mg    | منگنز، Mn     | سیلیکون، Si   | تیتانیوم، Ti  | وانادیم، V    | روی، Zn       |
| حداقل ۹۹٫۹۹٪  | حداکثر ۰٫۰۰۶٪ | حداکثر ۰٫۰۰۵٪ | حداکثر ۰٫۰۰۶٪ | حداکثر ۰٫۰۰۶٪ | حداکثر ۰٫۰۰۲٪ | حداکثر ۰٫۰۰۶٪ | حداکثر ۰٫۰۰۲٪ | حداکثر ۰٫۰۰۵٪ | حداکثر ۰٫۰۰۶٪ |

## خواص مکانیکی و دیگر خواص
میانگین چگالی این سری 2.7 g/cc و میانگین سختی این سری ۳۲٫۱ می‌باشد کرنش شکست این سری به‌طور میانگین ۱۳٫۷٪ و میانگین مدول الاستیسیته در این سری 68.5 GPa است. قابلیت تراش آن‌ها به‌طور متوسط ۲۰٫۰٪ است. میانگین مقاومت الکتریکی آن‌ها 0.00000287 ohm-cm بوده و دارای میانگین 230 W/m-K در رسانایی گرما می‌باشد. (می توان در matweb مشخضات بیشتری را مشاهده کرد)